# Hloroten
Hloroten je antihistaminik i antiholinergik.